# La Mystérieuse Mademoiselle C.
 (août 2023).
Série
L'Incomparable Mademoiselle C.
(2004)
Pour plus de détails, voir Fiche technique et Distribution.
La Mystérieuse Mademoiselle C. est un film québécois réalisé par Richard Ciupka sorti en 2002 et adapté des romans La Nouvelle Maîtresse et La Mystérieuse Bibliothécaire de Dominique Demers.
Une suite de ce film, L'Incomparable Mademoiselle C., est produite en 2004. 

## Synopsis
Une enseignante excentrique change le destin des élèves de sa classe à tout jamais.

## Les personnages
- Charlotte Leschalotte (mademoiselle C.) : c'est le personnage principal. Extrêmement bizarre, elle ne sait pas grand-chose, mais les choses qu'elle aime le plus sont les livres et Gertrude, son caillou, qui est son seul confident. Attachante malgré tout, elle se fait une grande place dans le cœur des enfants, y compris ses élèves.

- Marcel Lenragé : directeur de l'école primaire Sainte-Cécile, considéré comme le méchant de l'histoire. Il est égocentrique, ambitieux et grincheux. Son rêve le plus cher est de devenir le directeur de la commission scolaire Saint-François, mais aussi de devenir le ministre de l'Éducation du Québec. Très autoritaire, il déteste les enfants, mais surtout, il veut se débarrasser de mademoiselle C. et de sa classe. Il cache les pots de confitures que lui offre Mlle Lamerlotte dans l'un de ses tiroirs de bureau.

- Marie Laforest : c'est une élève de la classe de 6e année D. Elle se fait parfois intimider par les autres parce qu'elle est petite, mais elle a de la répartie. Directe, Marie n'a peur de rien. Dans l'histoire, elle est l'enfant principale. On observe son courage et sa persévérance dans son entraînement en haltérophilie pour participer au concours Louis-Cyr et sa façon de vivre sa réalité familiale avec un père bienveillant et une mère malade des suites d'un AVC. Son grand complice est Léo Letendre et Mademoiselle C. devient sa confidente.

- Martin « la boucane » Moreau : lui aussi est un élève de la classe de 6e année D. Il est vantard, espiègle et parfois arrogant. Mais il a un côté plus doux et plus sensible. Il se moque de tout le monde, et les traite de plein de noms. On le surnomme « Martin la Boucane » parce qu'il se fâche souvent et parce qu'il fume à seulement 12 ans.

- Léo « les bibittes »  Letendre : un autre élève de la classe de 6e année D. On le surnomme « Léo les Bibittes » parce qu'il est un fan d'insectes. Réservé et timide, il est amoureux de Marie, mais n'est pas capable de déclarer ses sentiments pour elle. Léo a une petite sœur prénommée Lili Letendre.

- Vu Trang : élève de la classe de 6e année D. Originaire du Viêt Nam, elle est fan d'électronique et d'informatique. Elle aime énerver Martin.

- Julie Juneau : autre élève de la classe de 6e année D, coquette et branchée, elle aime se mettre du vernis à ongles.

## Fiche technique
Source : IMDb et Films du Québec
- Titre original : La Mystérieuse Mademoiselle C.
- Réalisation : Richard Ciupka
- Scénario : Dominique Demers, d'après ses romans La Nouvelle Maîtresse et La Mystérieuse Bibliothécaire
- Musique : Gaëtan Gravel, Serge Laforest
- Direction artistique : Jean Bécotte
- Costumes : Francesca Chamberland
- Maquillage : Christiane Fattori
- Coiffure : Marie Lyne Normandin
- Photographie : Steve Danyluk
- Son : Michel Zabitsky, Christian Rivest, Gavin Fernandes (en), Philippe Pelletier
- Montage : Jean-François Bergeron
- Production : Claude Veillet, Jacques Bonin
- Société de production : Les Films Vision 4
- Sociétés de distribution : Les Films Christal, Les Films Séville
- Budget : 3,8 millions $ CA
- Pays de production :  Canada
- Langue originale : français
- Format : couleur — son Dolby numérique
- Genre : Comédie dramatique et fantastique
- Durée : 108 minutes
- Dates de sortie :
  - Canada : 27 mars 2002 (sortie en salle au Québec)
  - Canada : novembre 2002 (DVD)
  - Belgique : 12 octobre 2005
- Classification :
  - Québec : Visa général[2]

## Distribution

### Personnages principaux
- Marie-Chantal Perron : Mademoiselle C.
- Gildor Roy : Marcel Lenragé, le directeur
- Ève Lemieux : Marie « la punaise » Laforest
- Félix-Antoine Despatie : Martin « la boucane » Moreau
- Maxime Dumontier : Léo « les bibittes » Letendre
- Émilie Carrier : Lili Letendre
- Émilie Cyrenne-Parent : Vu Trang
- Amélie Richer : Julie Juneau
- Serge-Olivier Paquette : Lucas
- Jean-Philippe Beaudry-Graham : Conrad
- Marie-Ève Ferland-Miron : Mérédith Michaud

### Personnages secondaires
- Patrick Labbé: Charles Laforest, père de Marie
- Marilyse Bourke : Suzanne Laforest, mère de Marie
- Patrick Goyette : la bête
- Dominique Pétin : Mlle Lamerlotte
- Germain Houde : ministre de l'Éducation
- Doris Milmore : directrice de la commission scolaire
- Marie Verdi : Nadine
- Claudine Paquette : Mme Painchaud
- Annette Garant : Mme Michaud
- Anick Lemay : Mme Juneau
- Dominique Demers : cycliste

## Tournage
Le tournage s'est fait durant l'été 2001. Le lieu de tournage a essentiellement eu lieu dans l'école primaire Catherine-Soumillard située dans l'arrondissement de Lachine, à Montréal. Les principales scènes de classe, d'extérieur et de l'appartement de Marie ont été tournées dans cet établissement. Les quelques scènes dans le rêve de Mlle Charlotte ont eu lieu dans le Musée des beaux-arts de Montréal, tandis que les scènes à l'intérieur de la chapelle ont été filmées sur un plateau à part.

## Anecdote
- Dans le film, le personnage de Léo semblait éprouver des sentiments amoureux envers Marie. C'était bien le cas, Ève Lemieux expliqua dans un interview qu'elle éprouvait quelques sentiments envers Maxime Dumontier, bien qu'il n'était pas réceptif.
- Marie-Chantal Perron avait raconté la fois où elle avait visité une école primaire. À la fin de la visite, les enfants ont demandé qu'elle marque un but comme dans la scène du match de soccer où Mlle Charlotte marquait un but, bien que ce n'était pas réellement l'actrice mais une doublure qui avait été utilisée pour cette scène. Elle le fit bien qu'elle portât des talons hauts et marqua un but parfait suivi des acclamations des enfants présents.
- Dominique Demers, l'autrice des romans La Mystérieuse Maîtresse et La Mystérieuse Bibliothécaire apparaît lors de la scène où les deux amis de Marie demandent à une cycliste où se situe l'endroit où le championnat a lieu. La fille de l'autrice apparaît également dans la scène du championnat.
- Le film a d'ailleurs inspiré Kristel Ngarlem à faire de l'haltérophilie et elle a pu représenter le Canada aux Jeux olympiques d'été de 2020.